# Sha'aban
Sha'aban of Sjabaan (Arabisch: شَعْبَان, Turks: Şaban) is de achtste maand van de islamitische kalender. In deze maand werd de Ramadan en het geven van de zakat verplicht gesteld voor gelovigen. De maand ervoor is Rajab, de maand daarna is Ramadan. Samen met deze twee maanden wordt Shaʿban gewaardeerd in de islam. Een verklaring toegeschreven aan de profeet Mohammed luidt als volgt: "De Rajab is de maand van God, de Sjaban is mijn maand en de Ramadan is de maand van mijn gemeenschap."
In de nacht van veertien op vijftien Shabaan vindt Lailat-ul-Baraat plaats, oftewel de Nacht van de Lotsbezegeling. In het sjiisme wordt imam Mahdi op deze maand herdacht.

## Sha'aban ten opzichte van de westerse kalender
De islamitische kalender is een maankalender, en de eerste dag van een nieuwe maand is de dag dat de nieuwe maan zichtbaar wordt. Daar een maanjaar 11 tot 12 dagen korter is dan een zonnejaar, verplaatst sha'aban zich net als de andere maanden in de islamitische kalender door de seizoenen. Hieronder staan de geschatte data voor sha'aban, gebaseerd op de Saoedische Umm al-Qurakalender:
| AH   | Eerste dag (CE)   | Laatste dag (CE) |
| ---- | ----------------- | ---------------- |
| 1445 | 011 februari 2024 | 10 maart 2024    |
| 1446 | 031 januari 2025  | 28 februari 2025 |
| 1447 | 020 januari 2026  | 17 februari 2026 |
| 1448 | 09 januari 2027   | 7 februari 2027  |
| 1449 | 29 december 2027  | 27 januari 2028  |

Muharram ·
Safar ·
Rabi' al-awwal ·
Rabi' al-thani ·
Djoemada al-awwal ·
Djoemada al-thani ·
Rajab ·
Sha'aban ·
Ramadan ·
Shawwal ·
Dhoe al-Qi'dah ·
Dhoe al-Hidzjah